# اسکار اولستاد
اسکار اولستاد (نروژی: Oscar Olstad; ۲۲ ژوئن ۱۸۸۷ – ۲ آوریل ۱۹۷۷) ژیمناست هنری اهل نروژ بود.